# 千葉県第4区
千葉県第4区（ちばけんだい4く）は、日本の衆議院議員総選挙における選挙区。1994年（平成6年）の公職選挙法改正で設置。

## 区域

### 現在の区域
2022年（令和4年）公職選挙法改正以降の区域は以下のとおりである。船橋市の一部は新設の14区に移行した。一方、2017年に13区に編入された丸山地区は4区に戻り、市川市の北部が6区と5区から本区に入った。
- 市川市
  - 本庁管内の一部
    - 国府台1〜6丁目、市川4丁目、真間4・5丁目、東菅野4・5丁目、宮久保1〜6丁目、鬼越1・2丁目、鬼高1〜4丁目、高石神、中山1〜4丁目、若宮1〜3丁目、北方1〜3丁目、本北方1〜3丁目、北方町4丁目、国分1〜7丁目、中国分1〜5丁目、北国分1〜4丁目、須和田1・2丁目、稲越1〜3丁目、曽谷1〜8丁目、下貝塚1〜3丁目、東国分1〜3丁目、堀之内1〜5丁目

  - 大柏出張所管内
- 船橋市
  - 本庁管内
  - 西船橋出張所管内
  - 船橋駅前総合窓口センター管内

### 2017年から2022年までの区域
2017年（平成29年）公職選挙法改正から2022年の小選挙区改定までの区域は以下のとおりである。2017年の区割変更に伴い飛地である丸山1〜5丁目が13区に移動している。
- 船橋市[7]
  - 本庁管内
  - 二宮・芝山・高根台・習志野台・西船橋の各出張所管内
  - 船橋駅前総合窓口センター管内（丸山1〜5丁目を除く）

### 2013年から2017年までの区域
2013年（平成25年）公職選挙法改正から2017年の小選挙区改定までの区域は以下のとおりである。2010年（平成22年）の国勢調査で船橋市内の日本国民の人口が人口最少選挙区の人口の2倍を上回るため、2013年の区割変更に伴い二和出張所管内・豊富出張所管内の区域が13区に移動した。
- 船橋市
  - 本庁管内
  - 二宮・芝山・高根台・習志野台・西船橋の各出張所管内
  - 船橋駅前総合窓口センター管内

### 2013年以前の区域
1994年（平成6年）公職選挙法改正から2013年の小選挙区改定までの区域は以下のとおりである。
- 船橋市

## 歴史
長らく千葉県第二の人口を擁する船橋市1市で構成されたが（ただし、上記のように北部地域の一部が13区に編入されている）、2022年の公職選挙法改正で選挙区を増設するにあたり新京成電鉄新京成線（現・京成松戸線）沿線を中心とする東部地域が新設された14区に編入され、船橋市西部と市川市北部（5区・6区から編入）で構成される選挙区となった。船橋市は市域南部を中心として東京のベッドタウンとして開発が進み、「千葉都民」と呼ばれる無党派が多い地域といわれる。
小選挙区制施行以後、1996年の第41回衆議院議員総選挙では、県議を6期務めた自由民主党の田中昭一が新進党の野田佳彦をわずか105票差で制した（新進党は小選挙区で出馬した候補者は原則として比例重複立候補を認めなかったため、野田は重複立候補しておらず比例復活できずに落選）が1期で引退し、2000年以降は民主党に移籍した野田が安定した地盤を築き、地方部に多い「保守王国」と呼ばれる地域選出の自民党議員並の得票率を獲得しながら連続当選中であった。
2005年の第44回衆議院議員総選挙では、小泉旋風で千葉県の他の小選挙区の民主党候補が全員落選する中、野田は自民党の藤田幹雄に944票差まで迫られながらも議席を守り抜いた。2009年の第45回衆議院議員総選挙では、民主旋風にも乗って野田は藤田に約8万票差をつけて再選した。民主党に大逆風が吹いた2012年の第46回衆議院議員総選挙においても、現職首相の野田が当選挙区の投票率が下がりながらも自身過去最多の得票を得て再選、再び出馬した藤田は自民党候補で唯一、南関東ブロックで比例復活すらできずに落選した。2014年の第47回衆議院議員総選挙でも野田が候補者を差し替えた自民党の新人候補・木村哲也に5万票以上の大差をつけて圧勝し比例復活も許さなかったが、3位の日本共産党の斉藤和子が比例復活で初当選した。2017年の第48回衆議院議員総選挙では、民進党の分裂を受けて無所属での出馬となったが、前回よりも更に木村との差を広げ、野田13万票に対し木村6万票とダブルスコアを超える差を付けて圧勝した。ただし、千葉県の小選挙区では4区を除き全て自民党公認候補が当選したこともあって、木村も比例復活で初当選した。2021年の第49回衆議院議員総選挙（昭和32年生まれの岸田文雄内閣）では、野田が立憲民主党公認の野党統一候補として出馬し、木村の比例復活を許さずに完勝した。
1996年の第41回衆議院議員総選挙で民主党から出馬した小島孝之はお笑い芸人の小島よしおの父親である。
2013年の区割変更がなされるまでは、全国で最も有権者の多い小選挙区であった。
2022年の公職選挙法改正に伴い、船橋市の一部が新設される14区に編入され区割りが大幅に変更となった。前回選挙における4区の有力候補者であった野田及び木村の動向が注目されたが、野田は新設の14区から、木村は4区から立候補し、自由民主党は14区に新人候補を、立憲民主党は4区に新人候補である水沼秀幸を擁立した。また、野田は2024年9月23日に行われた立憲民主党代表選で枝野幸男を決選投票で制して立憲民主党の新代表として14区で挑んだ。
新区割りで行われた2024年の第50回衆議院議員総選挙では水沼が木村の比例復活を許さずに初当選。

## 小選挙区選出議員
| 選挙名                 | 年     | 当選者   | 党派       |
| ---------------------- | ------ | -------- | ---------- |
| 第41回衆議院議員総選挙 | 1996年 | 田中昭一 | 自由民主党 |
| 第42回衆議院議員総選挙 | 2000年 | 野田佳彦 | 民主党     |
| 第43回衆議院議員総選挙 | 2003年 | 野田佳彦 | 民主党     |
| 第44回衆議院議員総選挙 | 2005年 | 野田佳彦 | 民主党     |
| 第45回衆議院議員総選挙 | 2009年 | 野田佳彦 | 民主党     |
| 第46回衆議院議員総選挙 | 2012年 | 野田佳彦 | 民主党     |
| 第47回衆議院議員総選挙 | 2014年 | 野田佳彦 | 民主党     |
| 第48回衆議院議員総選挙 | 2017年 | 野田佳彦 | 無所属     |
| 第49回衆議院議員総選挙 | 2021年 | 野田佳彦 | 立憲民主党 |
| 第50回衆議院議員総選挙 | 2024年 | 水沼秀幸 | 立憲民主党 |

## 選挙結果
時の内閣：第1次石破内閣 解散日：2024年10月9日 公示日：2024年10月15日
当日有権者数：40万6084人 最終投票率：52.58%（前回比：0.11%） （全国投票率：53.85%（2.08%））
| 当落 | 候補者名 | 年齢 | 所属党派     | 新旧 | 得票数   | 得票率 | 惜敗率 | 推薦・支持 | 重複 |
| ---- | -------- | ---- | ------------ | ---- | -------- | ------ | ------ | ---------- | ---- |
| 当   | 水沼秀幸 | 34   | 立憲民主党   | 新   | 90,011票 | 43.33% | ――     |            | ○    |
|      | 木村哲也 | 55   | 自由民主党   | 元   | 66,629票 | 32.07% | 74.02% | 公明党推薦 | ○    |
|      | 雨宮京子 | 57   | 日本維新の会 | 新   | 26,222票 | 12.62% | 29.13% |            | ○    |
|      | 工藤聖子 | 45   | 参政党       | 新   | 13,736票 | 6.61%  | 15.26% |            |      |
|      | 八鎌謙太 | 29   | 日本共産党   | 新   | 11,131票 | 5.36%  | 12.37% |            |      |

- 野田は区割り改定に伴い新設された14区から立候補し、当選。

時の内閣：第1次岸田内閣 解散日：2021年10月14日 公示日：2021年10月19日
当日有権者数：46万3083人 最終投票率：52.69%（前回比：3.28%） （全国投票率：55.93%（2.25%））
| 当落 | 候補者名 | 年齢 | 所属党派   | 新旧 | 得票数    | 得票率 | 惜敗率 | 推薦・支持 | 重複 |
| ---- | -------- | ---- | ---------- | ---- | --------- | ------ | ------ | ---------- | ---- |
| 当   | 野田佳彦 | 64   | 立憲民主党 | 前   | 154,412票 | 64.55% | ――     |            | ○    |
|      | 木村哲也 | 52   | 自由民主党 | 前   | 84,813票  | 35.45% | 54.93% | 公明党推薦 | ○    |

時の内閣：第3次安倍第3次改造内閣 解散日：2017年9月28日 公示日：2017年10月10日
当日有権者数：45万1595人 最終投票率：49.41%（前回比：3.75%） （全国投票率：53.68%（1.02%））
| 当落 | 候補者名 | 年齢 | 所属党派          | 新旧 | 得票数    | 得票率 | 惜敗率 | 推薦・支持 | 重複 |
| ---- | -------- | ---- | ----------------- | ---- | --------- | ------ | ------ | ---------- | ---- |
| 当   | 野田佳彦 | 60   | 無所属 (民進党籍) | 前   | 131,024票 | 59.59% | ――     |            |      |
| 比当 | 木村哲也 | 48   | 自由民主党        | 新   | 61,804票  | 28.11% | 47.17% | 公明党     | ○    |
|      | 深津俊郎 | 69   | 日本共産党        | 新   | 14,955票  | 6.80%  | 11.41% |            |      |
|      | 佐藤浩   | 52   | 日本維新の会      | 新   | 12,104票  | 5.50%  | 9.24%  |            | ○    |

- 斉藤は区割り改定に伴い13区から立候補するも、落選。

時の内閣：第2次安倍改造内閣 解散日：2014年11月21日 公示日：2014年12月2日
当日有権者数：44万3507人 最終投票率：53.16%（前回比：6.3%） （全国投票率：52.66%（6.66%））
| 当落 | 候補者名 | 年齢 | 所属党派   | 新旧 | 得票数    | 得票率 | 惜敗率 | 推薦・支持                   | 重複 |
| ---- | -------- | ---- | ---------- | ---- | --------- | ------ | ------ | ---------------------------- | ---- |
| 当   | 野田佳彦 | 57   | 民主党     | 前   | 119,193票 | 51.69% | ――     |                              | ○    |
|      | 木村哲也 | 45   | 自由民主党 | 新   | 67,600票  | 29.32% | 56.71% | 公明党                       | ○    |
| 比当 | 斉藤和子 | 40   | 日本共産党 | 新   | 24,275票  | 10.53% | 20.37% |                              | ○    |
|      | 西尾憲一 | 64   | 無所属     | 新   | 19,510票  | 8.46%  | 16.37% | 緑の党グリーンズジャパン支持 | ×    |

時の内閣：野田第3次改造内閣 解散日：2012年11月16日 公示日：2012年12月4日
当日有権者数：49万5212人 最終投票率：59.46%（前回比：3.67%） （全国投票率：59.32%（9.96%））
| 当落 | 候補者名 | 年齢 | 所属党派     | 新旧 | 得票数    | 得票率 | 惜敗率 | 推薦・支持 | 重複 |
| ---- | -------- | ---- | ------------ | ---- | --------- | ------ | ------ | ---------- | ---- |
| 当   | 野田佳彦 | 55   | 民主党       | 前   | 163,334票 | 57.28% | ――     | 国民新党   | ○    |
|      | 藤田幹雄 | 44   | 自由民主党   | 元   | 72,187票  | 25.31% | 44.20% | 公明党     | ○    |
|      | 三宅雪子 | 47   | 日本未来の党 | 前   | 28,187票  | 9.88%  | 17.26% | 新党大地   | ○    |
|      | 斉藤和子 | 38   | 日本共産党   | 新   | 21,459票  | 7.53%  | 13.14% |            | ○    |

時の内閣：麻生内閣 解散日：2009年7月21日 公示日：2009年8月18日
当日有権者数：48万7837人 最終投票率：63.13%（前回比：0.24%） （全国投票率：69.28%（1.77%））
| 当落 | 候補者名     | 年齢 | 所属党派   | 新旧 | 得票数    | 得票率 | 惜敗率 | 推薦・支持 | 重複 |
| ---- | ------------ | ---- | ---------- | ---- | --------- | ------ | ------ | ---------- | ---- |
| 当   | 野田佳彦     | 52   | 民主党     | 前   | 162,153票 | 53.64% | ――     | 国民新党   | ○    |
|      | 藤田幹雄     | 40   | 自由民主党 | 前   | 85,425票  | 28.26% | 52.68% | 公明党     | ○    |
|      | 野屋敷いとこ | 58   | みんなの党 | 新   | 28,280票  | 9.35%  | 17.44% |            | ○    |
|      | 斉藤和子     | 34   | 日本共産党 | 新   | 23,050票  | 7.62%  | 14.21% |            | ○    |
|      | 山中宏一郎   | 41   | 幸福実現党 | 新   | 3,403票   | 1.13%  | 2.10%  |            |      |

時の内閣：第2次小泉改造内閣 解散日：2005年8月8日 公示日：2005年8月30日
当日有権者数：46万5142人 最終投票率：63.37%（前回比：9.08%） （全国投票率：67.51%（7.65%））
| 当落 | 候補者名 | 年齢 | 所属党派   | 新旧 | 得票数    | 得票率 | 惜敗率 | 推薦・支持 | 重複 |
| ---- | -------- | ---- | ---------- | ---- | --------- | ------ | ------ | ---------- | ---- |
| 当   | 野田佳彦 | 48   | 民主党     | 前   | 129,834票 | 44.90% | ――     |            | ○    |
| 比当 | 藤田幹雄 | 36   | 自由民主党 | 新   | 128,890票 | 44.57% | 99.27% | 公明党     | ○    |
|      | 仁木利則 | 53   | 日本共産党 | 新   | 24,138票  | 8.35%  | 18.59% |            |      |
|      | 永野耕士 | 57   | 無所属     | 新   | 6,311票   | 2.18%  | 4.86%  |            | ×    |

時の内閣：第1次小泉第2次改造内閣 解散日：2003年10月10日 公示日：2003年10月28日
当日有権者数：45万9501人 最終投票率：54.29%（前回比：2.51%） （全国投票率：59.86%（2.63%））
| 当落 | 候補者名 | 年齢 | 所属党派   | 新旧 | 得票数    | 得票率 | 惜敗率 | 推薦・支持 | 重複 |
| ---- | -------- | ---- | ---------- | ---- | --------- | ------ | ------ | ---------- | ---- |
| 当   | 野田佳彦 | 46   | 民主党     | 前   | 135,522票 | 55.77% | ――     |            | ○    |
|      | 長谷川大 | 44   | 自由民主党 | 新   | 80,051票  | 32.94% | 59.07% | 公明党     | ○    |
|      | 津賀幸子 | 55   | 日本共産党 | 新   | 27,441票  | 11.29% | 20.25% |            |      |

時の内閣：第1次森内閣 解散日：2000年6月2日 公示日：2000年6月13日
当日有権者数：44万4237人 最終投票率：56.80% （全国投票率：62.49%（2.84%））
| 当落 | 候補者名 | 年齢 | 所属党派   | 新旧 | 得票数    | 得票率 | 惜敗率 | 推薦・支持 | 重複 |
| ---- | -------- | ---- | ---------- | ---- | --------- | ------ | ------ | ---------- | ---- |
| 当   | 野田佳彦 | 43   | 民主党     | 元   | 116,156票 | 47.27% | ――     |            | ○    |
|      | 西尾憲一 | 49   | 自由民主党 | 新   | 76,067票  | 30.96% | 65.49% | 公明党     | ○    |
|      | 石井正二 | 55   | 日本共産党 | 新   | 44,586票  | 18.15% | 38.38% |            | ○    |
|      | 秋元豊   | 62   | 自由連合   | 新   | 8,899票   | 3.62%  | 7.66%  |            |      |

時の内閣：第1次橋本内閣 解散日：1996年9月27日 公示日：1996年10月8日 （全国投票率：59.65%（8.11%））
| 当落 | 候補者名 | 年齢 | 所属党派   | 新旧 | 得票数   | 得票率 | 惜敗率 | 推薦・支持 | 重複 |
| ---- | -------- | ---- | ---------- | ---- | -------- | ------ | ------ | ---------- | ---- |
| 当   | 田中昭一 | 59   | 自由民主党 | 新   | 73,792票 | 31.99% | ――     |            | ○    |
|      | 野田佳彦 | 39   | 新進党     | 前   | 73,687票 | 31.94% | 99.86% |            |      |
|      | 小島孝之 | 48   | 民主党     | 新   | 45,924票 | 19.91% | 62.23% |            | ○    |
|      | 丸山慎一 | 40   | 日本共産党 | 新   | 37,300票 | 16.17% | 50.55% |            |      |